# Palisadoes
Palisadoes (palavra aparentemente de origem portuguesa) é um tômbolo e cabo da Jamaica que serve como proteção natural para o porto de Kingston. O Aeroporto Internacional Norman Manley e a histórica cidade de Port Royal estão ambos nesta península.
O corsário Henry Morgan foi enterrado no cemitério de Palisadoes, que ficou sob o oceano após o sismo de 1692..